# 鲍迪许陨石坑
鲍迪奇陨石坑（Bowditch）是月球背面一座大型撞击坑，其名称取自美国数学家、现代航海导航创始人纳撒尼尔·鲍迪奇（Nathaniel Bowditch，1773年-1848年），1976年被国际天文联合会正式批准接受。

## 描述
该陨坑西北毗邻科瓦斯基陨石坑；东北偏东靠近别莱利曼陨石坑；斯卡利杰环形山位于它的东北；南面则是小陨坑卡里玛和法伊鲁兹；鲍迪许陨石坑的西南分布着小陨坑巴瓦、艾迪丝及大陨坑提丢斯环形山；在它南面伸展着笔直的西格弗莱德月溪（Rima Siegfried）；东南则是孤独湖。该陨坑的中心月面坐标为24°58′S 103°04′E / 24.97°S 103.07°E，直径43.04公里，深度2.2公里。

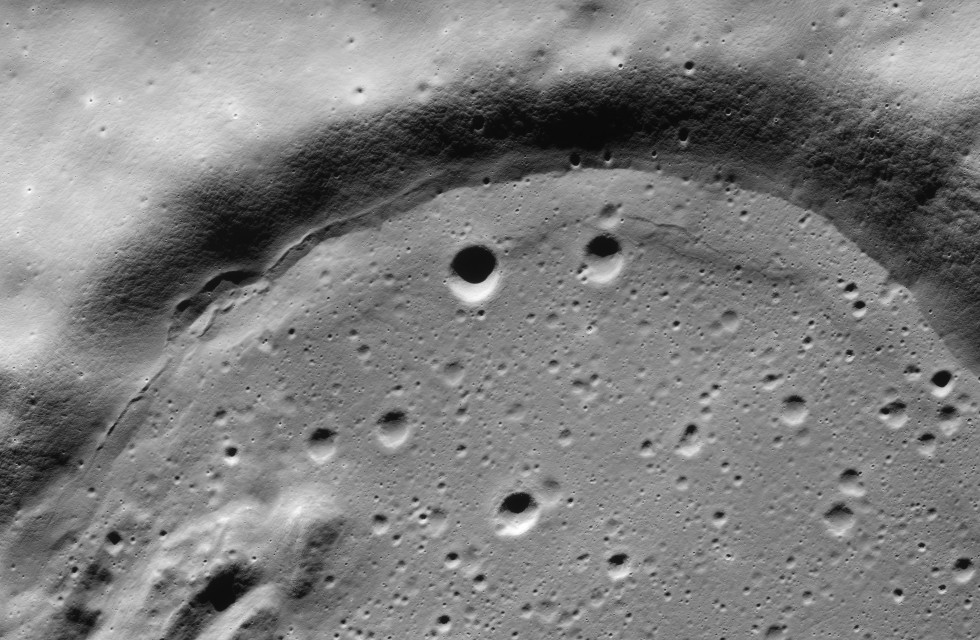
鲍迪许陨石坑西南坑壁斜视图，显示了"水位线"和熔岩抵达处形成的阶地结构。
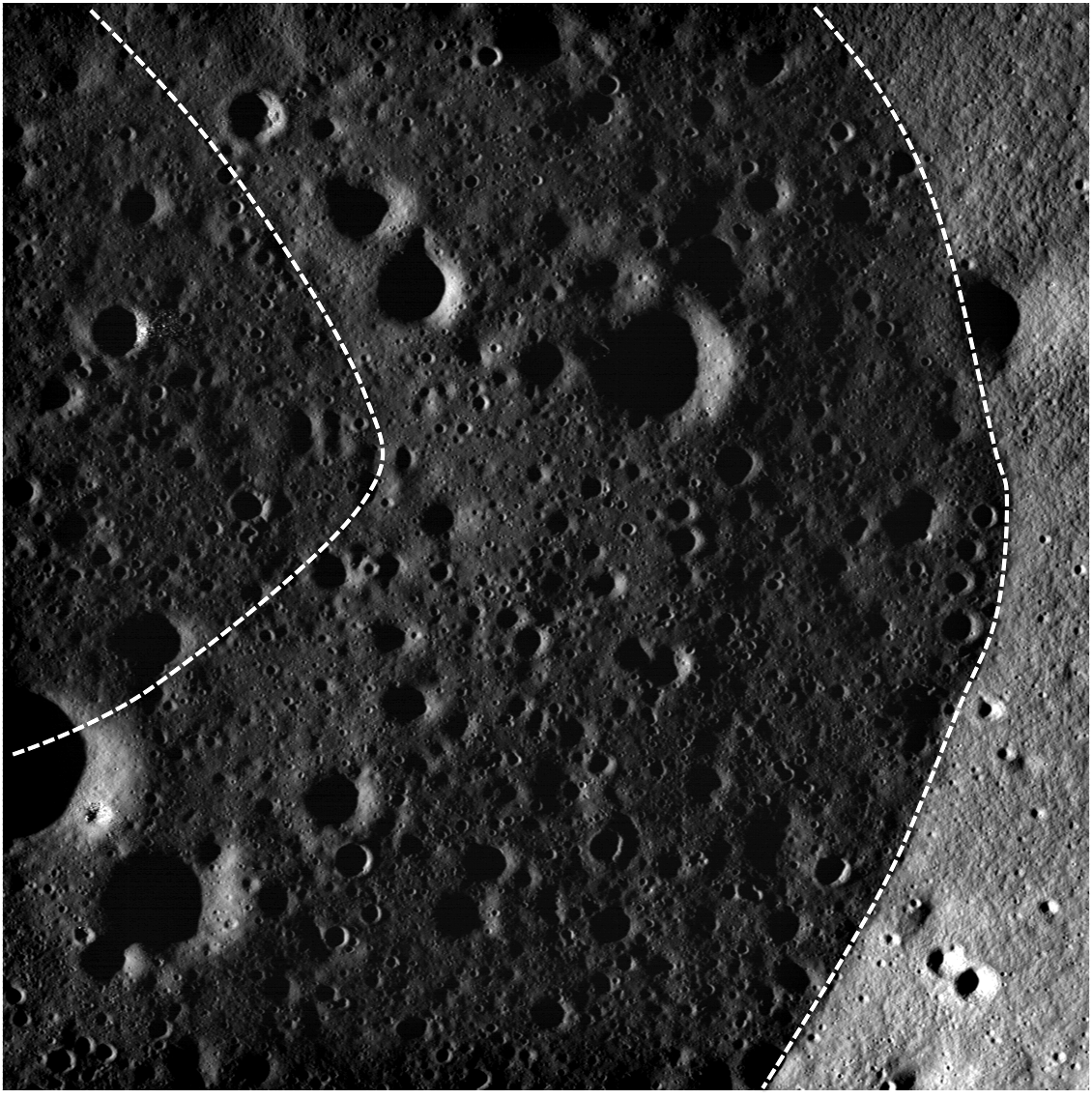
陨坑东侧内坡底部的阶地，月球勘测轨道飞行器拍摄。
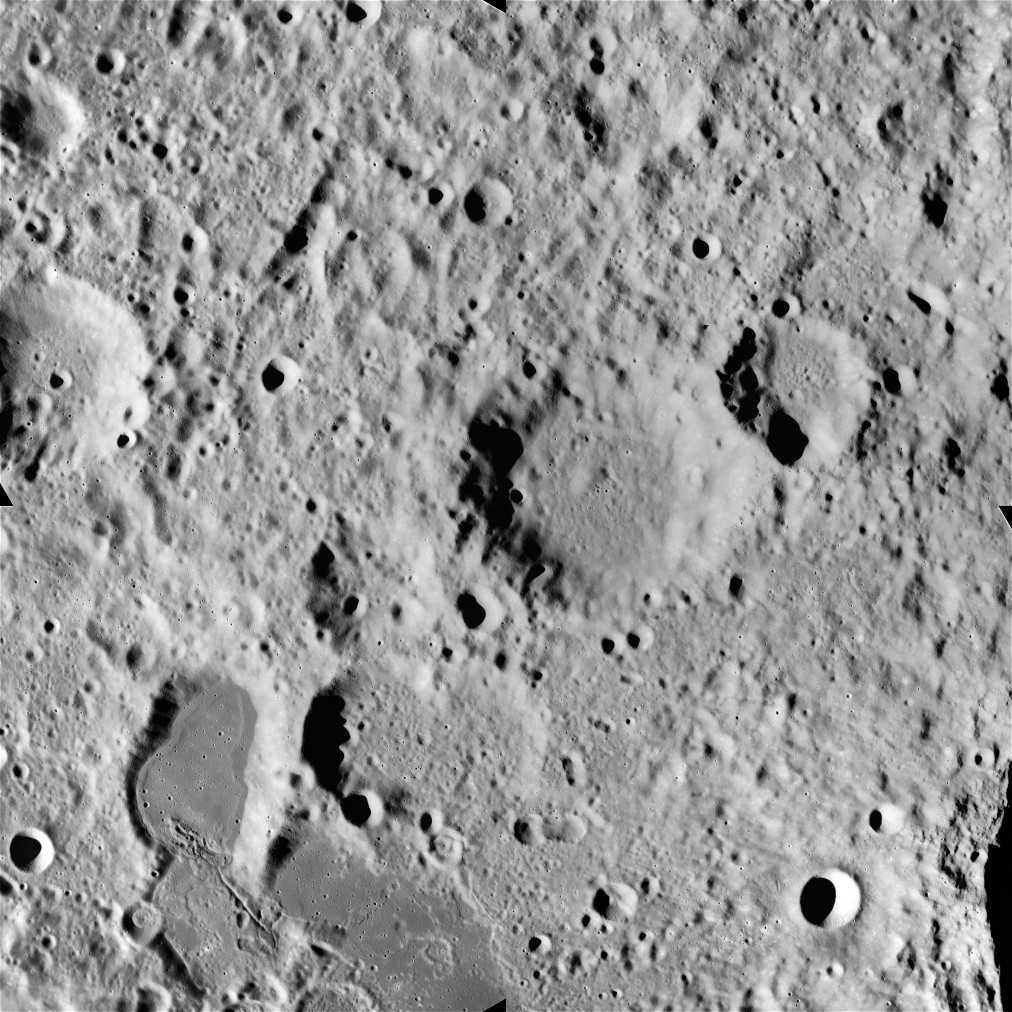
阿波罗15号拍摄的鲍迪许陨石坑(左下方)和别莱利曼陨石坑(中心附近)，鲍迪许陨石坑就位于孤独湖的上方(幽暗区)。

鲍迪许陨石坑外观不规则，西南壁消失敞开，而东北侧向外凸出，形成一座凸长形的陨坑，可能是一座合并而成的撞击坑。陨坑外侧坑壁各部分高度不同，分别较周边地形高出400米至1500米不等，其中最突出的是西南壁和西北侧的山脊。
该陨坑内部容积约1200公里3，与大多数月球背面的陨石坑不同，它的坑底被玄武岩熔岩掩没，表面相对平坦，除散布有一些小陨坑外，地表上还分布着一些与内壁平行的山脊，其中一道嶙峋的山脊就挡在了西南峪口里面。
阿波罗15号初步科考认为，鲍迪许陨石坑与南面的孤独湖一起，是一处重要的火山特征：

在长形陨坑（鲍迪许陨石坑）的西南内壁...有一道独特的“水位线”，标志着熔岩在冷却和回撤前曾抵达的最高位置....这道微弱的线痕也存在于内壁的其它部分。凝固的熔岩形成了一道环内壁的醒目阶地结构(除南侧坑壁外)，从另一方面显示了熔岩沉降的状态。
1965年前苏联探测器3号曾首次造访了该陨坑。

## 附近的陨石坑
下表列出了在鲍迪许陨石坑南侧壁及孤独湖西北边沿附近四座已被国际天文联合会命名的小型陨石坑：
| 陨石坑   | 经度    | 纬度     | 直径   | 名称来源     |
| -------- | ------- | -------- | ------ | ------------ |
| 巴瓦     | 25.3° N | 102.6° E | 1 公里 | 非洲男性名   |
| 艾迪丝   | 25.8° N | 102.3° E | 8 公里 | 英国女性名   |
| 法伊鲁兹 | 26.1° N | 102.3° E | 3 公里 | 阿拉伯男性名 |
| 卡里玛   | 25.9° N | 103.0° E | 3 公里 | 阿拉伯女性名 |

## 卫星陨石坑
按惯例，最靠近鲍迪许陨石坑的卫星坑将在月图上以字母标注在该坑的中心点旁。

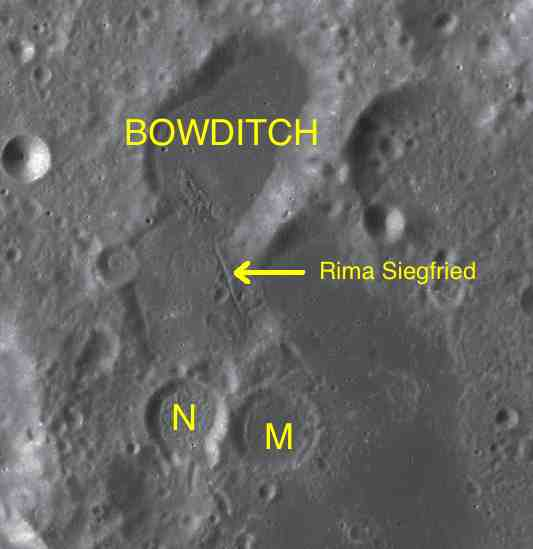
LAC-100 月图

| 鲍迪许 | 纬度    | 经度     | 直径    |
| ------ | ------- | -------- | ------- |
| M      | 26.7° S | 103.3° E | 16 公里 |
| N      | 26.6° S | 102.8° E | 16 公里 |

## 延伸阅读
- Andersson, L. E.; Whitaker, E. A. . NASA RP-1097. 1982.
- Blue, Jennifer. . USGS. July 25, 2007  [2007-08-05].
- Bussey, B.; Spudis, P. . New York: Cambridge University Press. 2004. ISBN 0-521-81528-2.
- Cocks, Elijah E.; Cocks, Josiah C. . Tudor Publishers. 1995. ISBN 0-936389-27-3.
- McDowell, Jonathan. . Jonathan's Space Report. July 15, 2007  [2007-10-24].
- Menzel, D. H.; Minnaert, M.; Levin, B.; Dollfus, A.; Bell, B. . Space Science Reviews. 1971-06, 12 (2). Bibcode:1971SSRv...12..136M. ISSN 0038-6308. doi:10.1007/BF00171763 （英语）.
- Moore, Patrick. . Sterling Publishing Co. 2001. ISBN 0-304-35469-4.
- Price, Fred W. . Cambridge University Press. 1988. ISBN 0521335000.
- Rükl, Antonín. . Kalmbach Books. 1990. ISBN 0-913135-17-8.
- Webb, Rev. T. W.  6th revision. Dover. 1962. ISBN 0-486-20917-2.
- Whitaker, Ewen A. . Cambridge University Press. 1999. ISBN 0-521-62248-4.
- Wlasuk, Peter T. . Springer. 2000. ISBN 1852331933.